# Detmold
För andra betydelser, se Detmold (olika betydelser).
Detmold (tyska: [ˈdɛtmɔlt]
 ( lyssna)) är en stad i nordöstra delen av den tyska delstaten Nordrhein-Westfalen. Staden har cirka 75 000 invånare, på en yta av 129 kvadratkilometer. Närmaste större städer är Bielefeld i väster och Paderborn i söder.
Detmold var till 1918 huvudstad i furstendömet Lippe och till 1947 huvudstad i fristaten med samma namn.

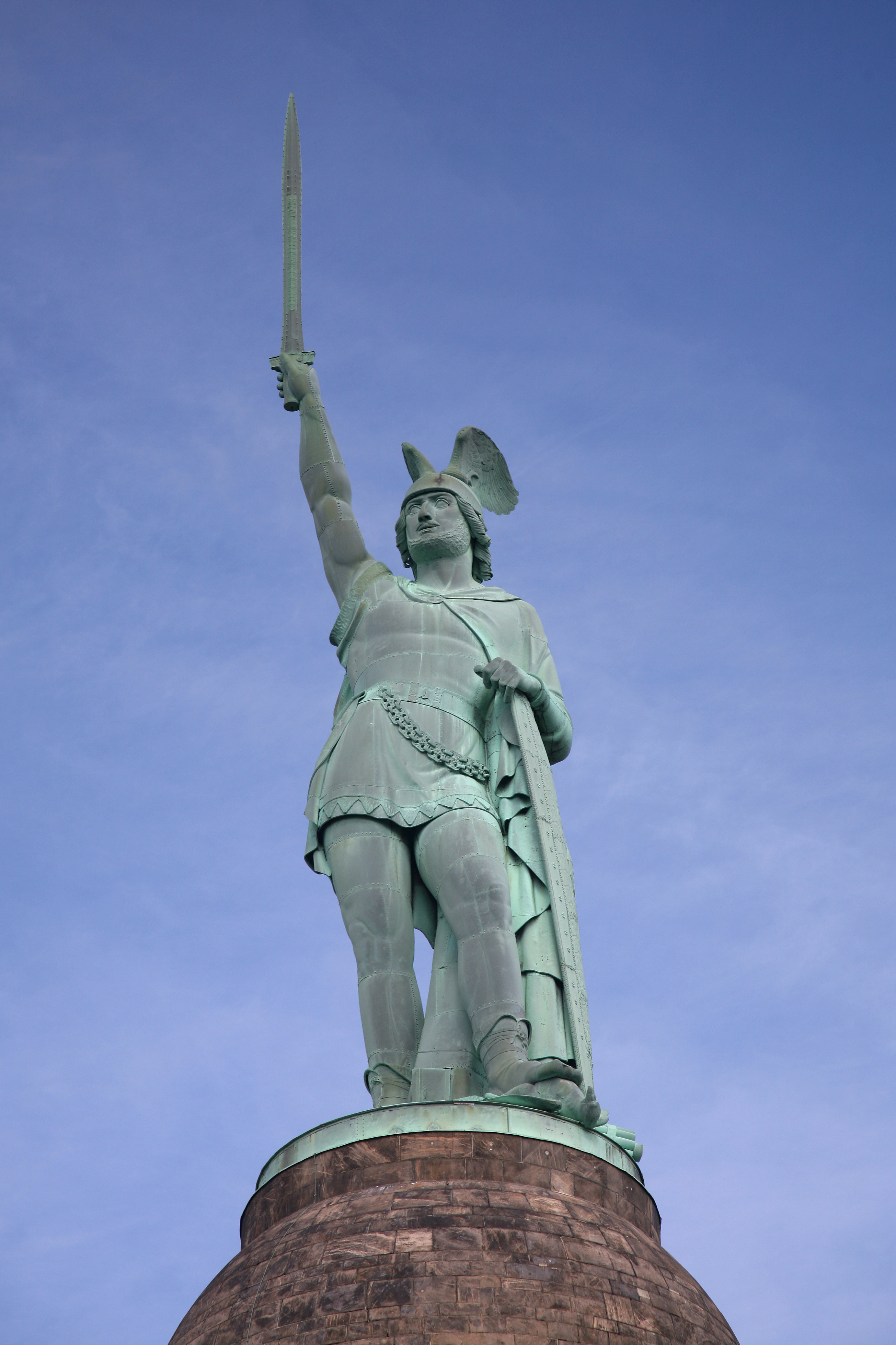
Hermannsdenkmal i Detmold med legionären Arminius som symbol för tysk nationell identitet

## Turism
Som ett minnesmärke för Tysklands enande invigdes 1875 Hermannsdenkmal, en symbol för den så kallade Hermannskulten baserad på segern över romarna i slaget vid Teutoburgerskogen år 9. Det gigantiska monumentet av Ernst von Bandel kröns av en 26 m hög staty (inklusive 7 m svärd) och blev ett omtyckt utflyktsmål för nazisterna under Adolf Hitlers regim.